# 亚历山德拉·文克
亚历山德拉·文克（德語：Alexandra Wenk，1995年2月7日—），德国女子游泳运动员，2012年欧洲游泳锦标赛女子4×100米混合泳接力金牌得主、2015年世界游泳锦标赛混合4×100米混合泳接力铜牌得主。